# Pepe Grillo (cortometraje)
Pepe Grillo es un cortometraje de 2021 de temática LGBT+, dirigido por el salvadoreño Jacobo Chacón y basado en un libro de Sergio Cortés.

## Sinopsis
José es un niño que teme a un vecino travesti. Pero pasado un tiempo entablan amistad y le reconoce como una persona con sentimientos.

## Reparto
El reparto lo conforman:
- Ronny Ortiz
- Teda Bertrand

## Producción
La historia de la película está basada en un libro del chileno Sergio Cortés, quien lo adaptó y guionizó.
Fue rodada en la localidad de San Vicente, con actores salvadoreños. Chacón, además de director, también realizó la fotografía y la producción, que está a cargo de Kino Films.

## Premios
El cortometraje participó en la segunda edición del Festival Sivar en Cortos, celebrado noviembre de 2021 en El Salvador, donde obtuvo los galardones a Mejor director, Mejor Actor de reparto principal y Mejor Actor secundario y Mejor cortometraje.